# Кванан (станция метро)
«Кванан» (кор. 광안) — подземная станция Пусанского метро на Второй линии. Она представлена двумя боковыми платформами. Станция обслуживается Пусанской транспортной корпорацией. Расположена в квартале Кванан-дон муниципального района Суён-гу Пусана (Республика Корея). Голос звука объявления этой станции в поездах передавается с звуками чайки и волны, потому что недалеко от этой станции находится известный пляж Кваналли. Пляж Кваналли и мост Кванан находятся в непосредственной близости от станции. На станции установлены платформенные раздвижные двери.
Станция была открыта 16 января 2002 года.